# Dysdera fuscipes
Dysdera fuscipes är en spindelart som beskrevs av Simon 1882. Dysdera fuscipes ingår i släktet Dysdera och familjen ringögonspindlar. Inga underarter finns listade i Catalogue of Life.